# Quisto do ovário
Um quisto do ovário é a presença de um ou mais quistos (tumores benignos cheios de líquido) no ovário. Geralmente não causam sintomas. Em alguns casos podem causar sensação de inchaço, dor na parte inferior do abdómen ou dor no fundo das costas. A maioria dos quistos é inofensiva. No entanto, o quisto pode-se romper ou causar torção do ovário, casos em que causa dor intensa e pode causar vómitos ou sensação de desmaio.
A maior parte dos quistos do ovário está associada à ovulação, sendo quistos foliculares ou quistos do corpo lúteo. Entre outros tipos estão quistos devido a endometriose, quistos dermoides e quistadenomas. A síndrome do ovário policístico está na origem de vários quistos pequenos em ambos os ovários. A doença inflamatória pélvica pode também causar múltiplos quistos. Em casos raros, os quistos podem ser uma forma de cancro do ovário. O diagnóstico é realizado com uma ecografia pélvica ou outros exames.
Em muitos casos, é suficiente ir vigiando os quistos ao longo do tempo. Se causarem dor, podem ser administrados analgésicos como o paracetamol ou o ibuprofeno. Em mulheres que desenvolvem frequentemente quistos, pode ser usada contracepção hormonal para prevenir a formação de novos quistos. No entanto, as evidências científicas não apoiam a utilização de contracepção hormonal como forma de tratamento de quistos já formados. Nos casos em que os quistos não desaparecem ao fim de vários meses, aumentam de volume, têm aparência suspeita ou causam dor, podem ser removidos cirurgicamente.
A maior parte das mulheres em idade fértil desenvolve pequenos quistos todos os meses. Os quistos de maior dimensão que causam problemas ocorrem em cerca de 8% das mulheres antes da menopausa. Após a menopausa, os quistos estão presentes em cerca de 16% das mulheres e a sua presença tem maior probabilidade de estar associada a cancro.

## Sinais e sintomas
Os cistos ovarianos pelo regular não causam sintomas, mas quando estes ocorrem, são
- Dor.
- Atraso da menstruação.
- Distensão abdominal.
- Dor pélvico pouco depois do começo ou finalização do período menstrual.
- Dor nas relações sexuais ou dor pélvico durante o movimento.
- Dor pélvico constante ou surdo.
- Dor pélvico intenso repentino (o qual indica que o cisto se rompeu), com frequência com náuseas e vómitos, que pode ser um signo de torque ou retorcimento do ovário em sua irrigação sanguínea ou ruptura de um cisto com sangramento interno.
- Fraqueza (perda de força no corpo).

## Causas
A cada mês, durante o ciclo menstrual, cresce um folículo (onde o ovócito se está a desenvolver) no ovário. A maioria dos meses, liberta-se um ovócito deste folículo, ao qual se lhe denomina ovulação. Se o folículo não consegue se abrir e libertar um ovócito, o líquido permanece dentro do folículo e forma um cisto, o qual se denomina cisto folicular; também há outro tipo de cisto, este é chamado cisto do corpo lúteo, se apresenta após que um ovócito tem sido libertado de um folículo e com frequência contém uma pequena quantidade de sangue. Os cistos ovarianos são mais comuns desde a puberdade até a menopausa, período que se conhece como nos anos férteis de uma mulher. Estes cistos são menos comuns após a menopausa. Tomar drogas para a fertilidade pode causar a formação de múltiplas cistos grandes nos ovários e denomina-se-lhe síndrome de hiperestimulação ovariana.

## Diagnóstico
O médico ou o pessoal de enfermaria podem descobrir um cisto durante um exame pélvico ou quando façam uma ecografia por outra razão.
A ecografia pode-se fazer para diagnosticar um cisto. O médico ou o pessoal de enfermaria talvez precisem examinar de novo à paciente em 6 semanas para verificar que este tenha desaparecido.
Outros exames imaginológicos que se podem fazer quando seja necessário:
- Tomografia computadorizada
- Estudos de fluxo Doppler
- Ressonância magnética.

Podem-se fazer os seguintes exames de sangue:
- Exame Ca-125 para procurar possível cancro se a paciente tem chegado à menopausa ou tem uma ecografia anormal
- Níveis hormonais (como a HL, FSH, estradiol, prolactina e testosterona)
- Prova de gravidez (GCH em soro).

## Tratamento
A maioria dos cistos ovarianos são funcionais e inofensivos (benignos).
Os cistos ovarianos funcionais geralmente não precisam tratamento. Pelo regular, desaparecem ao cabo de 8 a 12 semanas de maneira espontânea.
Se apresentam-se cistos frequentes, o médico ou o pessoal de enfermaria podem prescrever pílulas contraceptivas (contraceptivos orais). Estes medicamentos podem reduzir o risco de novos cistos ovarianos. Estas pílulas não diminuem o tamanho dos cistos existentes.
Pode-se precisar cirurgia para extirpar o cisto ou o ovário com o fim de verificar que não seja cancro ovariano. A cirurgia se faz necessária quando existem:
- Cistos ovarianos complexos que não desaparecem.
- Cistos que estejam a causar sintomas e que não desaparecem.
- Cistos ovarianos simples que sejam maiores que 5 a 10 centímetros.
- Mulheres menopáusicas ou que estejam perto da menopausa.

Tipos de cirurgia para os cistos ovarianos:
- Laparoscopia explorativa.
- Laparoscopia pélvica para extirpar o cisto ou o ovário.